# Minidoka (Idaho)
Minidoka est une ville américaine située dans le comté de Minidoka en Idaho.
Selon le recensement de 2010, sa population est de 112 habitants, estimée toujours à 122 habitants en 2016. La municipalité s'étend sur 0,11 mille carré (0,28 km2).

## Démographie
| Groupe            | Minidoka | Idaho | États-Unis |
| ----------------- | -------- | ----- | ---------- |
| Blancs            | 46,4     | 89,1  | 72,4       |
| Autres            | 42,0     | 8,4   | 24,7       |
| Métis             | 11,6     | 2,5   | 2,9        |
| Total             | 100      | 100   | 100        |
|                   |          |       |            |
| Latino-Américains | 76,8     | 11,2  | 16,7       |

En 2010, Minidoka est la localité d'Idaho au pourcentage le plus élevé de Latinos.
Selon l'American Community Survey pour la période 2011-2015, 62,90 % de la population âgée de plus de 5 ans déclare parler l’espagnol à la maison et 37,70 % déclare parler l'anglais.
| 1910 | 1920 | 1930 | 1940 | 1950 | 1960 |
| ---- | ---- | ---- | ---- | ---- | ---- |
| 45   | 253  | 193  | 174  | 113  | 154  |

| 1970 | 1980 | 1990 | 2000 | 2010 | - |
| ---- | ---- | ---- | ---- | ---- | - |
| 131  | 101  | 67   | 129  | 112  | - |